# Orasema simplex
Orasema simplex is een vliesvleugelig insect uit de familie Eucharitidae. De wetenschappelijke naam is voor het eerst geldig gepubliceerd in 1993 door Heraty.